# شاغاراكتي شورياش
شاغاراكتي شورياش هو ملك بابلي والملك ال27 لسلالة بابل الثالثة الكيشية، خلف الحكم من والده كودور إنليل وخلفه في الحكم إبنه كشتيلياش الرابع، وحكم من سنة 1245 إلى 1233 ق م، إستلم الحكم في شهر نيسان وحكم لمدة 13 سنة.